# Atascocita
Atascocita – jednostka osadnicza w Stanach Zjednoczonych, w stanie Teksas, w hrabstwie Harris.